# Ministro Rivadavia
 (novembre 2020).
Ministro Rivadavia est une localité dans la province de Buenos Aires, en Argentine. C'est la plus petite localité du partido d'Almirante Brown.

## Géographie
Ministro Rivadavia est une banlieue de l'agglomération du Grand Buenos Aires qui se situe à 27 km au sud du centre-ville et à 5 km d'Adrogué, chef-lieu du partido. Seule une partie nord-ouest et sud-ouest du territoire rivadaviense est urbanisée, tandis que le centre et l'est sont plutôt à dominante rurale, bien que s'urbanisant progressivement. Le territoire de Ministro Rivadavia partage une frontière avec les partidos de Florencio Varela et de Presidente Perón. L'Arroyo Santo Domingo naît à la frontière entre Glew et Ministro Rivadavia, puis traverse la partie rurale de la localité.

### Transports
Ministro Rivadavia est reliée à Buenos Aires par la route provinciale 210 et l'avenue República Argentina. Auncune gare n'est localisée sur son territoire, cependant la gare la plus proche est celle de Longchamps.

## Toponymie
La localité se nomme Ministro Rivadavia en hommage à Martín Rivadavia, ministre de la Marine, petit-fils de Bernardino Rivadavia. Cependant, entre le XVIIIe siècle et le début du XIXe siècle, la localité était désignée sous le nom de Monte Chingolo ou Monte de los Chingolos, bien qu'à cette époque, la région n'était que très peu peuplée, et cette appellation y faisait référence comme un à lieu-dit. Aujourd'hui Monte Chingolo fait référence à une localité du partido de Lanús. Vers 1872, Ministro Rivadavia devint le nom officiel de la localité.

## Histoire
Avant le XIXe siècle, le territoire actuel de la localité était presque désert. On y trouvait à l'époque une Dormida (lieu de repos pour les voyageurs) ainsi qu'une chapelle, dédiée à Nuestra Señora del Tránsito. En effet, Monte Chigolo était un lieu de passage obligatoire pour les voyageurs voulant accéder au sud de l'Argentine.
Mais c'est durant la première moitié du XIXe siècle que les premiers colons s'installèrent. Le territoire actuel de la localité était alors possédé en majorité par Don Tomás Boyd. C'est vers 1873 que les habitants de Ministro Rivadavia cherchaient à créer un partido ayant comme chef-lieu leur localité. Cette offre fut rejetée, en faveur de la ville d'Adrogué, qui de plus était connectée au réseau de chemins de fer argentin. Grâce à la périurbanisation, Ministro Rivadavia connut une forte croissance durant le XXe siècle.

## Population et société
La localité comptait 16 470 habitants en 2010. Ainsi, elle dispose d'une délégation municipale, représentée par Rodolfo Miguel Diaz Velez.
Il y a un hôpital à Ministro Rivadavia. Une dizaine d'écoles sont localisées sur le territoire rivadaviense. On y trouve une église catholique dédiée à Nuestra Señora del Tránsito, ainsi qu'une chapelle. Il y a aussi une église évangélique dans la partie est de la localité.

## Économie
Plusieurs entreprises sont localisées à Ministro Rivadavia, notamment une fabrique de porcelaine. En raison du caractère rural du centre du territoire de la localité, on peut y trouver encore des fermes et des campings, ainsi que des campings à la ferme.

## Sports
Il y a plusieurs complexes sportifs à Ministro Rivadavia, le plus grand étant le Polideportivo Municipal de Almirante Brown.

## Culture et loisirs
La fête de la fondation de la localité est célébrée le 19 septembre de chaque année sur la place Eva Perón.

## Lieux et monuments
- El Castillo, demeure imitant les palais vénitiens du XIIIe siècle, construite en 1800, centre de plusieurs mystères[1] (propriété privée).
- Bar de Lippi, ancienne Dormida.
- Église Nuestra Señora del Tránsito, construite entre 1874 et 1897.
- Boulangerie de Iturralde, dite de Rivadavia, du nom de Bernardo Iturralde, l'ayant fondée en 1872.

## Personnalités
- Homero Manzi (1907-1951), poète et homme politique.
- Gabriel Martirén (1866-1955), dit el vasco Sardina, inventeur de la variante argentine de la pelote basque.